# Pierre Brunet (Eiskunstläufer)
Pierre Émile Ernest Brunet (* 28. Juni 1902 in Le Quesne, Picardie; † 27. Juli 1991 in Boyne City, Michigan) war ein französischer Eiskunstläufer, der im Einzellauf und im Paarlauf startete.
Im Einzellauf wurde Brunet siebenmal französischer Meister (1924 bis 1925 und 1927 bis 1931) und nahm an einer Weltmeisterschaft teil, nämlich 1931 in Berlin. Dort platzierte er sich als Neunter. Er nahm außerdem an zwei Olympischen Spielen teil. 1924 in Chamonix belegte er den achten Platz und 1928 in St. Moritz wurde er Siebter.
Ungleich erfolgreicher war Brunet zusammen mit Andrée Joly im Paarlauf. Insgesamt wurden sie elfmal französische Meister (1924 bis 1933 und 1935) und nahmen fünfmal an Weltmeisterschaften teil. Bei ihrer ersten Weltmeisterschaft gewannen sie 1925 in Wien die Silbermedaille hinter Herma Szabó und Ludwig Wrede. Bei sämtlichen anderen Teilnahmen, 1926 in Berlin, 1928 in London, 1930 in New York und 1932 in Montréal, wurde das Paar Weltmeister. Im Jahr 1932 gewannen die Brunets im heimischen Paris, bei ihrer einzigen Europameisterschaftsteilnahme, die Goldmedaille. Brunet und Joly bestritten zusammen insgesamt drei Olympische Spiele. 1924 in Chamonix gewannen sie die Bronzemedaille hinter Helene Engelmann und Alfred Berger aus Österreich und Ludowika und Walter Jakobsson aus Finnland, 1928 in St. Moritz und 1932 in Lake Placid wurden sie Olympiasieger. Aus Protest gegen die Nazis verzichteten sie auf ihre mögliche Titelverteidigung bei den Olympischen Winterspielen 1936, hatten aber bereits seit 1932 keine Weltmeisterschaft mehr bestritten.
Das Paar beendete 1936 seine Amateurkarriere. Sie wurden Profis und emigrierten 1940 in die USA. Später wurden sie Trainer. Zu ihren Schülern gehörten unter anderem Carol Heiss und Scott Hamilton.
Pierre Brunet and Andrée Joly heirateten 1929. Das Paar hatte einen Sohn Jean-Pierre, der zusammen mit Donna Jeanne Pospisil in den Jahren 1945 und 1946 US-Meister bei den Sportpaaren wurde. Jean-Pierre kam bei einem Autounfall 1948 19-jährig ums Leben.
Pierre and Andrée Brunet wurden 1976 in die Eiskunstlauf Hall of Fame aufgenommen.

## Ergebnisse

### Einzellauf
| Wettbewerb / Jahr            | 1924 | 1925 | 1926 | 1927 | 1928 | 1929 | 1930 | 1931 |
| ---------------------------- | ---- | ---- | ---- | ---- | ---- | ---- | ---- | ---- |
| Olympische Winterspiele      | 8.   |      |      |      | 7.   |      |      |      |
| Weltmeisterschaften          |      |      |      |      |      |      |      | 9.   |
| Französische Meisterschaften | 1.   | 1.   |      | 1.   | 1.   | 1.   | 1.   | 1.   |

### Paarlauf
(mit Andrée Joly)
| Wettbewerb / Jahr            | 1924 | 1925 | 1926 | 1927 | 1928 | 1929 | 1930 | 1931 | 1932 | 1933 | 1934 | 1935 |
| ---------------------------- | ---- | ---- | ---- | ---- | ---- | ---- | ---- | ---- | ---- | ---- | ---- | ---- |
| Olympische Winterspiele      | 3.   |      |      |      | 1.   |      |      |      | 1.   |      |      |      |
| Weltmeisterschaften          |      | 2.   | 1.   |      | 1.   |      | 1.   |      | 1.   |      |      |      |
| Europameisterschaften        |      |      |      |      |      |      |      |      | 1.   |      |      |      |
| Französische Meisterschaften | 1.   | 1.   | 1.   | 1.   | 1.   | 1.   | 1.   | 1.   | 1.   | 1.   |      | 1.   |